# چاوپی اورکو (کوه)
چاوپی اورکو (به اسپانیایی: Chaupi Orco) یک کوه در بولیوی است که در شهرستان لاپاز (بولیوی) واقع شده‌است. چاوپی اورکو ۶٬۰۴۴ متر بالاتر از سطح دریا واقع شده‌است.